# Ben Ogden
Ben Ogden, född 13 februari 2000, är en amerikansk längdskidåkare som representerar klubben Stratton Mountain Valley School.

## Karriär
Ben Ogden debuterade i världscupen i längdskidåkning år 2019. Han har tagit två individuella pallplatser i världscupen.